# Renouée amphibie
Persicaria amphibia
Espèce
Classification phylogénétique
Statut de conservation UICN

 LC  : Préoccupation mineure
La Renouée amphibie, encore appelée Persicaire amphibie (Persicaria amphibia) est une espèce de plantes vivaces herbacées de la famille des Polygonaceae.

## Synonymie
Polygonum amphibium L.

## Description
La Renouée amphibie se présente sous deux formes. La forme aquatique est une espèce hydrophyte qui présente des feuilles flottantes d'environ 10 cm de long et une tige qui se développe en rhizome et qui peut atteindre de 60 cm à 3 m de long. La forme terrestre de la plante, hémicryptophyte, pousse sur les rivages des étangs, des lacs et des rivières et elle possède des tiges mesurant entre 30 cm et 1 m. Un même rhizome peut s'étendre à la fois dans l'eau et sur la rive. Les deux formes présentent des fleurs roses en épi serré.

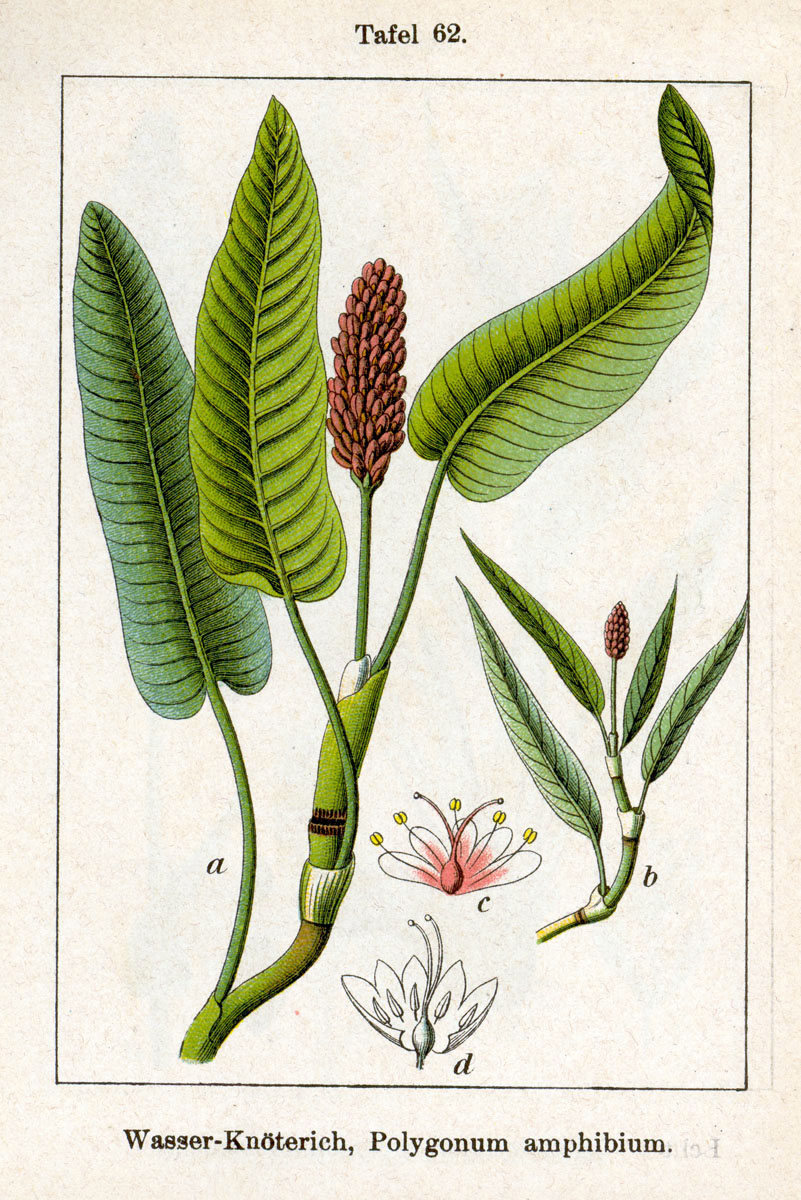
Renouée amphibie